# にゃんカフェマキアート 〜猫がいるカフェのえっち事情〜
『にゃんカフェマキアート 〜猫がいるカフェのえっち事情〜』は2013年8月30日にSkyFish pocoより発売された18禁恋愛アドベンチャーゲームである。2014年8月29日には『ぽちとご主人様』とセットになった『わんにゃんぱっく』が発売された。

## ストーリー
（出典：）
東京にあるとされる架空の下町・上根子坂町（かみねこざかまち）が舞台。主人公・山根 高也は、町内にある上根子坂学園で臨時講師として働いている。しかし住んでいたアパートが焼失したために、祖父の下で居候を始める。祖父は居候の条件として、彼が経営する猫カフェ・ねこたま屋の運営を高也に求める。仕事を掛け持ちしなければならない状況に高也が困っていると、学園の教え子3人が手助けを申し出る。彼女たちの手伝いにより無事に店を始められたその夜、高也は彼女たちから同時に告白され、そのままなし崩し的に肉体関係を持ってしまう。

## 登場人物

### メインキャラクター
山根 高也（やまね こうや）
誕生日 - 4月1日 / 身長 - 178 cm
本作の主人公。上根子坂学園で教師を務めている。祖父に強制され、ねこたま屋という猫カフェの運営も行っている。学園の教師だが倫理観よりも欲望を優先させてしまう性格である。真面目な発言をすることがあるが、その後に余計な一言を言って場を白けさせることが多い。
猫杜 美華（ねこもり みけ）
声 - 柚原みう
誕生日 - 8月22日
身長 - 156 cm / スリーサイズ - B87(E)/W59/H87
上根子坂学園の女子生徒。親切で頼み事を断れない性格である。勉強・運動・家事のどれもそつなくこなせることができ、同級生からは「お嫁さんにしたい女子ベストワン」に選ばれている。高也に好意を寄せており、彼を想うあまりに暴走することがある。
猫屋敷 ぺるしゃ（ねこやしき ぺるしゃ）
声 - 藤邑鈴香
誕生日 - 11月2日
身長 - 160 cm / スリーサイズ - B104(K)/W58/H87
上根子坂学園の女子生徒で、美華の親友。学園では演劇部に所属している。裕福な家庭生まれのお嬢様だが親しみやすい性格なため、多くの人に好かれている。しかし、好きな人が当惑する姿に興奮するという、特殊な性的嗜好を持っている。
猫川 あめり（ねこかわ あめり）
声 - 鈴谷まや
誕生日 - 9月20日
身長 - 145 cm / スリーサイズ - B78(B)/W60/H60
上根子坂学園の生徒で、ぺるしゃの従妹。気弱な性格だが、痴漢に遭っていたところを主人公に助けられ、勇気を出して告白をした。クラスではあまり目立たない少女で、高也の近くにいても彼に気が付かれないことが多い。二重人格者で、別人格に切り替わると性格も容姿も変わってしまう。別人格と区別するために「黒ちゃん」と呼ばれている。
猫川 あめり（白）
あめりの別人格で、「白ちゃん」と呼ばれている。天才少女であり、数学や物理学に精通している。無遠慮な性格で毒舌をよく吐く。高也のことを嫌悪しており、黒ちゃんのことも敵対視している。

### サブキャラクター
猫屋敷 虎寅（ねこやしき ことら）
声 - 藍川珪
誕生日 - 8月22日
身長 - 170 cm / スリーサイズ - B99(H)/W64/H92
上根子坂学園の教頭で、ぺるしゃの姉。生真面目できつい性格なために、他の教師たちに恐れられている。しかし妹や学生には甘く、制服姿に興奮するような面もある。
猫杜 美衣也（ねこもり みいや）
声 - 手塚りょうこ
誕生日 - 9月23日
身長 - 165 cm / スリーサイズ - B83(F)/W56/H84
美華の母親で、見事な演技をする大女優。子供がいるようには見えないほど、若い容姿をしている。女優業以外はからきし駄目で、普段着は飾り気なく、家事もろくに出来ない。美華に会うために、仕事を抜け出してねこたま屋を訪れることがある。
茂部屋 英子（もぶや えいこ）
声 - 羽高なる
誕生日 - 3月3日
身長 - 158 cm / スリーサイズ - B83(C)/W60/H86
美華の同級生。情報を集めるのが趣味で、常に携帯電話を使っている。腐女子であり、BL系の同人誌を描いている。
早久 美鞠（はやく びまり）
声 - 川中瀬奈
誕生日 - 7月7日
身長 - 149 cm / スリーサイズ - B82(C)/W58/H82
英子の友人。彼女と同じく情報収集を趣味としており、学園の話題は何でも知っている。快活で計算高い性格である。
謎のおじさん
声 - ゆうひ
学園と猫カフェに頻繁に現れる中年男性。ぺるしゃの知り合いという噂がある。

## 開発

### スタッフ
本作のシナリオは弘森魚、御厨みくり、小林教の3人が担当した。
本作のキャラクターデザインはゆき恵、ヲリ、るび様の3人が担当した。このうち、あめりのキャラクターデザインを担当したるび様は、本作がメイン原画のデビュー作となる。
また、SD原画はひなた睦月が担当した。
るび様はテックジャイアンとのインタビューの中で、当時はメイン原画という大役を担う嬉しさからパッケージイラストや自分の描いたキャラクターが一番かわいいと思っていたが、今見ると初めて描いたのがよくわかるため少し恥ずかしいと振り返っている。